# Tatjana Fachrutdinowa
Tatjana Rudolfowna Fachrutdinowa (ros. Татьяна Рудольфовна Фахрутдинова, ur. 20 grudnia 1969 w Moskwie) – rosyjska szpadzistka, złota medalistka mistrzostw świata.
Podczas mistrzostw świata w Nîmes w 2001 roku Rosjanki w składzie: Tatjana Łogunowa, Anna Siwkowa, Marija Mazina i Tatjana Fachrutdinowa zdobyły złoty medal w zawodach drużynowych. W rywalizacji indywidualnej zajęła tam 47. miejsce.
Zdobyła srebro w szpadzie drużynowej na mistrzostwach Europy w Bolzano w 1999 roku. Na rozgrywanych dwa lata później mistrzostwach Europy w Koblencji była druga indywidualnie i drużynowo. Zdobyła również złoty medal drużynowo na mistrzostwach Europy w Bourges (2003).
Nigdy nie wzięła udziału w igrzyskach olimpijskich.